# Juegos Africanos de la Juventud
Los Juegos Panafricanos de la Juventud es un evento multideportivo realizado cada cuatro años con el fin de complementar los actuales Juegos Panafricanos. Los primeros juegos se realizaron en Rabat, Marruecos. Este evento internacional ha sido creado por Lassana Palenfo, actual director de la Asociación de Comités Olímpicos Nacionales de África. Si bien la idea del evento surgió en 2006, recién los primeros juegos se realizaron en 2010.
Los juegos suelen ser vistos como una "preparación" para los jóvenes atletas para competir en los Juegos Olímpicos de la Juventud de ese mismo año.
Los segundos juegos panafricanos de la juventud se hicieron en Gaborone, Botsuana.

## Ediciones
| Año  | Juegos | Ciudad anfitriona | Fechas                     | Naciones      | Atletas       | Deportes      | País ganador de los juegos |               |
| ---- | ------ | ----------------- | -------------------------- | ------------- | ------------- | ------------- | -------------------------- | ------------- |
| 2010 | I      | Rabat             | 13 de junio – 18 de julio  | 40            | 2000          | 20            | Túnez                      |               |
| 2014 | II     | Gaborone          | 22 de mayo – 31 de mayo    | 54            | 2500          | 20            | Egipto                     |               |
| 2018 | III    | Argel             | 19 de julio – 28 de julio  | 54            | 3098          | 35            | Egipto                     |               |
| 2022 | IV     | Maseru            | 25 de febrero – 6 de marzo | Evento futuro | Evento futuro | Evento futuro | Evento futuro              | Evento futuro |